# كيم يونغ-سين
كيم يونغ-سين (هانغل: 김영신) هو لاعب كرة قدم كوري جنوبي في مركز الوسط، ولد في 28 فبراير 1986 في كوريا الجنوبية. شارك مع منتخب كوريا الجنوبية تحت 20 سنة لكرة القدم. أما مع النوادي، فقد لعب مع جونبك هيونداي موتورز وجيجو يونايتد.

## وصلات خارجية
- كيم يونغ-سين على موقع الاتحاد الدولي (مؤرشف)  (الإنجليزية)
- كيم يونغ-سين على موقع دوري كوريا الجنوبية (الإنجليزية)